# Tri-Lakes
Tri-Lakes is een plaats (census-designated place) in de Amerikaanse staat Indiana, en valt bestuurlijk gezien onder Whitley County.

## Demografie
Bij de volkstelling in 2000 werd het aantal inwoners vastgesteld op 3925.

## Geografie
Volgens het United States Census Bureau beslaat de plaats een oppervlakte van
93,4 km², waarvan 91,1 km² land en 2,3 km² water.

## Plaatsen in de nabije omgeving
De onderstaande figuur toont nabijgelegen plaatsen in een straal van 20 km rond Tri-Lakes.